# زاینکس
زاینکس (انگلیسی: Zynex) شرکت تجهیزات پزشکی آمریکایی است، که در سال ۱۹۹۶ تأسیس شد.